# Nicolas Zernov
Nikołaj Michajłowicz Zernov (ros. Николай Михайлович Зёрнов; ur. 9 października 1898 w Moskwie, zm. 25 sierpnia 1980 w Oksfordzie) – rosyjski historyk, teolog, filozof i myśliciel religijny. 

## Życiorys
W 1917 ze złotym medalem ukończył szkołę średnią i wstąpił do Wydziału Lekarskiego Uniwersytetu Moskiewskiego. Studia teologiczne ukończył w 1925 na uniwersytecie w Belgradzie. Następnie kształcił się w Paryżu, będąc aktywnym w życiu emigracji rosyjskiej. W 1927 roku ożenił się z Milicą Ławrową. Doktorat uzyskał w 1932 w Oksfordzie z zakresu historii Kościoła. W latach 1932–1947 był sekretarzem stowarzyszenia St. Albans i St. Sergius. Od 1947 profesor Keble College w Oksfordzie, gdzie zaprzyjaźnił się z C.S. Lewisem. Będąc profesorem w Oksfordzie opublikował szeroko znaną monografię poświęconą rosyjskiemu renesansowi religijnemu. Andrzej Walicki oceniał tę książkę jako pracę słabą.

## Wybrane publikacje
- Moscow, the third Rome, Londyn 1937.
- St Sergius, builder of Russia, Londyn 1939.
- The church of Eastern Christians, Londyn 1942.
- Three Russdians Prophets: Khomiakov, Dostoevsky, Soloviev, Londyn 1944.
- The Russians and their church, Londyn 1945.
- The Christian East, The Estern Orthodox church and Indian Christianity, Delhi 1956.
- The Russian Religious Renaissance of the 20th Century (1963)

## Publikacje w języku polskim
- Wschodnie chrześcijaństwo, przeł. Stanisław Łoś, Warszawa: Pax 1967.